# Ipsheim
Ipsheim è un comune tedesco di 2 208 abitanti, situato nel land della Baviera.